# Juan Pujol
Joan Pujol García, kryptonimy Garbo i Alaric (ur. 14 lutego 1912 w Barcelonie, zm. 10 października 1988 w Caracas) – Hiszpan, podczas II wojny światowej podwójny agent pracujący dla brytyjskiego XX-Committee.

## Życiorys
Urodzony w 1912 r. w Barcelonie. Wcześnie porzucił edukację i jako nastolatek podjął pracę w sklepie metalurgicznym, po czym po kilku tygodniach zapisał się do Królewskiej Szkoły Hodowców Drobiu. Następnie podejmował się różnych prac, jednak bez większych sukcesów. Odbył obowiązkową służbę wojskową, a po wybuchu wojny domowej w Hiszpanii został powołany do wojska. Wkrótce jednak Pujol zdezerterował z armii republikańskiej i ukrywał się przez półtora roku, podczas którego prowadził farmę drobiu w Katalonii. Po tym okresie wstąpił do armii nacjonalistów z zamiarem szybkiej dezercji, jednak nie zdążył przed zakończeniem wojny domowej. Po zakończeniu walk w Hiszpanii Pujol ożenił się i zatrudnił jako menedżer hotelu w Madrycie.
Po raz pierwszy swe usługi zaoferował MI-6 w Madrycie w 1941 r., ale jego oferta została odrzucona jako możliwa prowokacja. Z tego względu zgłosił się do Niemców i został wysłany do Anglii jako szpieg Abwehry o pseudonimie Arabel, pod przykrywką korespondenta hiszpańskiej gazety, którą to przykrywkę sam zaproponował. Wyjazd z ramienia gazety okazał się jednak ostatecznie niemożliwy, w związku z czym Pujol podrobił dokumenty, zgodnie z którymi miał jechać do Wielkiej Brytanii jako pracownik Banku Hiszpanii i tropić spekulantów hiszpańską walutą. Nie pojechał jednak do Londynu, lecz do Lizbony, skąd zaopatrzony w przewodnik turystyczny Baedekera po Anglii, kolejowy rozkład jazdy i mapę Wielkiej Brytanii nadawał wymyślone przez siebie raporty dostarczane mu rzekomo przez zmyślonych informatorów. Nie korzystał z innych źródeł, jako że nie znał angielskiego. W tym czasie informował Niemców o rzekomych manewrach floty ćwiczącej desant na jeziorze Windermere i o konwoju pięciu okrętów płynących z Liverpoolu na oblężoną Maltę. W odpowiedzi na tę ostatnią informację wojska włoskie i niemieckie zorganizowały obławę na Morzu Śródziemnym, ale po jej niepowodzeniu winą za porażkę Niemcy obciążyli Włochów, zaś Pujol nadal był uważany za wiarygodnego.
Dostrzeżony przez Brytyjczyków, w 1942 r. zgłosił się do amerykańskiej ambasady z propozycją współpracy i został przyjęty. Ze względów bezpieczeństwa został wówczas przerzucony do Anglii, gdzie został pełnoprawnym agentem specjalnym XX-Committee. W Londynie oddano go pod opiekę agenta władającego językiem hiszpańskim, Tomása Harrisa. We współpracy z Harrisem Pujol rozwinął siatkę fikcyjnych informatorów, obejmującą łącznie 27 wymyślonych osób. Przekazywane przez niego informacje sprawiły, że cieszył się dużym zaufaniem Niemców, co podkreśliła zgoda, by przekazywał swoje raporty drogą radiową.
Wziął udział w operacji Quicksilver (uzupełnienie operacji Fortitude), której zadaniem było oszukanie Niemców co do miejsca i czasu lądowania aliantów we Francji (D-Day). Pujol przekonał Niemców, że lądowanie w Normandii lub Bretanii będzie miało charakter rozpoznawczy i dywersyjny, podczas gdy właściwy desant zostanie wysadzony w Pas-de-Calais. Niemcy do końca wierzyli raportom Pujola, uważany był przez nich za ich najlepszego agenta działającego w Wielkiej Brytanii, planowali m.in. jego ucieczkę do Niemiec, a w nagrodę dostał od Niemców 20 tysięcy dolarów.
Został odznaczony Krzyżem Żelaznym za specjalne zasługi, równocześnie przez władze Wielkiej Brytanii został odznaczony Orderem Imperium Brytyjskiego. Był prawdopodobnie jedyną osobą odznaczoną przez obie strony konfliktu.
Po wojnie Pujol wyjechał do Wenezueli, a w dokumentacji dotyczącej agenta Garbo zapisano, jakoby zmarł w Angoli.

## Odznaczenia
- Krzyż Żelazny II klasy - 29 lipca 1944 (III Rzesza)[5]
- Kawaler Orderu Imperium Brytyjskiego - 25 listopada 1944 (Wielka Brytania)[3]